# 7de Laan
7de Laan is een Zuid-Afrikaanse Afrikaanstalige soap (sepie). Het programma begon in 2000 en wordt sindsdien op weekdagen uitgezonden op SABC 2 voor het nieuws. Op 7 januari 2021 werd de 5000e aflevering uitgezonden.
De verhalen spelen zich af rond een fictieve Sewende Laan ("zevende laan") in Hillside, een voorstad van Johannesburg. Alle personages wonen of werken er. Dagelijks kijken rond de 2 miljoen mensen. De buitenopnames en de intro zijn in het nabijgelegen Melville opgenomen.

## Lijst met acteurs
De volgende acteurs spelen laatste in 7de Laan:
- Aggie Ngwenya (Mimi Mahlasela)
- Alexa Welman (Carina Nel)
- Chris Welman (David Rees)
- Bonita Meintjies (Hildegardt Whites)
- Denzil Jonker (Jacques de Silva)
- DeWet Basson (Dirk Stolz)
- Fikani Chauke (Nicholas Nkuna)
- Ivy Peterson (Nazli George)
- Lesedi Moloi (Keabetswe Motsilanyane)
- Mariaan Welman (Deirdre Wolhuter)
- Marvin Peterson (Duncan Johnson)
- Rickus Welman (André Lötter)
- Tanya Visagie (Liezl de Kock)
- Werner Visagie (Zak Hendrikz)

## Bijspelers
- Amorey Welman (Kristen Raath)
- Karmen Meintjies (Gabriella Linton)
- Khethiwe Mthathi (Sesethu Ntombela)
- Marko Greyling (Francois Lensley)
- Nozi Gumede (Dimpho More)
- Romeo Peterson (Clint Aplon)
- Shady Lee (Beata Bena Green)
- Shawn Basson (Deànré Reiners)
- Tjattas Bothma (Rickus Strauss)
- Uys Visagie (Daniel Coetzee)
- Zee Guliwe (Ray Neo Buso)